# The Old Masters Box Three
The Old Masters Box Three è una raccolta del musicista statunitense Frank Zappa, pubblicata nel 1987.

## Descrizione
La raccolta è composta da 8 LP raccolti in cofanetto contenenti gli album Waka/Jawaka, The Grand Wazoo, Over-Nite Sensation, Apostrophe ('), Roxy & Elsewhere, One Size Fits All, Bongo Fury e Zoot Allures. A differenza dei suoi predecessori, questo cofanetto non contiene nessun Mystery Disc.